# Lepidochrysops swanepoeli
Lepidochrysops swanepoeli är en fjärilsart som beskrevs av Terence Dale Pennington 1948. Lepidochrysops swanepoeli ingår i släktet Lepidochrysops och familjen juvelvingar. IUCN kategoriserar arten globalt som sårbar. Inga underarter finns listade i Catalogue of Life.